# DDR-Meisterschaften im Feldfaustball 1965
Die DDR-Meisterschaften im Feldfaustball 1965 waren die 16. Austragung der Meisterschaften im Faustball auf dem Feld in der DDR.
Die beiden Finalturniere der jeweils vier Oberliga-Erstplatzierten der Frauen und Männer fanden am 18. und 19. September 1965 in Jüterbog statt.
Der neu eingeführte Modus sah vor, dass bei einer Endrunde, dem Finalturnier die ersten vier Mannschaften der Gesamttabelle über Kreuz gegeneinander antraten. Dabei spielte der Erstplatzierte gegen den Vierten und der Zweite gegen den Dritten. Die Sieger spielten um den Meistertitel, die Verlierer um Bronze.

## Frauen
Die Frauen-Oberliga wurde in drei Staffeln ausgetragen. Einheit Rostock, Lok Schwerin und Motor Rathenow spielten in Staffel I, Lok Schleife, Energie Görlitz und ISG Hirschfelde spielten in Staffel II und die SG Eutritzsch, SG Heidenau und Rotation Dresden-Mitte spielten in Staffel III.
Die Spiele wurden an folgenden Tagen ausgetragen:
- 1. Spieltag: 23. Mai 1965: Staffel I in Rostock, Staffel II in Schleife, Staffel III in Heidenau
- 2. Spieltag: 12./13. Mai 1965: Staffel I und II in Berlin
- 3. Spieltag: 26./27. Juni 1965: Staffel I und III in Leipzig
- 4. Spieltag: 11. Juli 1965: Staffeln II und III in Dresden

Abschlusstabelle der Hauptrunde
| Platz | Mannschaft                 | Punkte    |
| 1.    | Lokomotive Schwerin        | 28:4      |
| 2.    | Energie Görlitz (M)        | 14:6 (1)  |
| 3.    | Einheit Rostock            | 22:10     |
| 4.    | ISG Hirschfelde            | 10:10 (1) |
| 5.    | Motor Rathenow             | 15:17     |
| 6.    | Lokomotive Schleife        | 5:15 (1)  |
| 7.    | SG Leipzig-Eutritzsch      | 10:10 (1) |
| 8.    | SG Heidenau (N)            | 4:16 (1)  |
| 9.    | Rotation Dresden-Mitte (N) | 0:20 (1)  |

Auf-/Abstieg: Die letzten beiden der Oberliga stiegen in die Liga ab.
Finalspiele
Die Endrunde der Deutschen Meisterschaften fand am 18. und 19. September 1965 in Jüterbog statt.
Halbfinale:
- Energie Görlitz – Einheit Rostock 45:37 (24:18)
- ISG Hirschfelde – Lokomotive Schwerin 35:39 (19:12)

Spiel um Platz 3:
- Einheit Rostock – ISG Hirschfelde 42:39 (18:25)

Finale:
- Energie Görlitz – Lokomotive Schwerin 33:44 (24:18)

Abschlussstand:
| Platz | Mannschaft          |
| 1.    | Lokomotive Schwerin |
| 2.    | Energie Görlitz (M) |
| 3.    | Einheit Rostock     |
| 4.    | ISG Hirschfelde     |

Kader der Endrundenteilnehmer:
|    | Lokomotive Schwerin: Renate Hinrich, Ilona Grundherr, Gerda Köpke, Renate Stammann, Edith Geßner     |
|    | Energie Görlitz: Ursula Rößler, Karin Richter-Meier, Erika Hechelt, Ursula Richter, Helga Kretschmer |
|    | Einheit Rostock: Hille Wullekopf, Ilse Hackert, Enka Wullekopf, Christa Hennings, Hannelore Malchow  |
| 4. | ISG Hirschfelde: Ursula Petzold, Elfriede Aust, Ute Bürger, Ursula Aust, Hannelore Vietze            |

## Männer
Die Mannschaften der Oberliga spielten in zwei Staffeln. In der Staffel I spielten die ISG Hirschfelde, Motor Dresden Ost, Rotation Dresden Mitte, Fortschritt Zittau, Energie Görlitz und Fortschritt Glauchau. In der Staffel II traten die Mannschaften Motor West Erfurt, Chemie Zeitz, Empor Rudolstadt, Lok Wittstock, SG Leipzig-Eutritzsch und Einheit Halle an.
Die Spiele wurden an folgenden Tagen ausgetragen:
- 1. Spieltag: 23. Mai 1965: Staffel I in Hirschfelde, Staffel II in Erfurt
- 2. Spieltag: 12. und 13. Juni 1965: beide Staffeln in Dresden
- 3. Spieltag: 4. Juli 1965: Staffel I in Glauchau, Staffel II in Halle
- 4. Spieltag: 28. und 29. August 1965: beide Staffeln in Zeitz

Abschlusstabelle der Hauptrunde:
| Platz   | Mannschaft               | Punkte |
| 1.      | Chemie Zeitz (M)         |        |
| 2.      | ISG Hirschfelde          |        |
| 3.      | Fortschritt Zittau       |        |
| 4.      | Lok Wittstock            |        |
| 5.      | Motor-West Erfurt        |        |
| 6.      | SG Leipzig-Eutritzsch    |        |
| 7.      | Motor Dresden-Ost        |        |
| 8. (2)  | Einheit Halle            |        |
| 9. (2)  | Fortschritt Glauchau (N) |        |
| 10. (2) | Energie Görlitz (N)      |        |
| 11.     | Rotation Dresden-Mitte   |        |
| 12.     | Empor Rudolstadt         |        |

Auf-/Abstieg: Die beiden letzten Mannschaften stiegen direkt in die DDR-Liga ab. Die Mannschaften auf den Plätzen 9 und 10 der Oberliga und die zwei besten Mannschaften jeder der vier Liga-Staffeln nahmen an den Aufstiegsspielen zur Oberliga am 11. September 1965 in Halle und am 12. September 1965 in Dresden und am 25. und 26. September 1965 in Magdeburg teil. Es hatte jeder gegen jeden zu spielen. Die Mannschaft ISG Hirschfelde II verzichtete, dafür nahm Lokomotive Dresden teil. Es qualifizierten sich die Oberligamannschaft Energie Görlitz und Fortschritt Eppendorf.
Platzierung der Aufstiegsrunde
| Platz | Mannschaft            | Liga-Staffel     |
| 1.    | Energie Görlitz       | 10. der Oberliga |
| 2.    | Fortschritt Eppendorf | 1. Staffel IV    |
|       | Aktivist Böhlen       | 1. Staffel II    |
|       | Lokomotive Schwerin   | 1. Staffel I     |
|       | Fortschritt Groitzsch | 2. Staffel II    |
|       | Lokomotive Güstrow    | 2. Staffel I     |
|       | Motor Geithain        | 2. Staffel III   |
| 8.    | Fortschritt Glauchau  | 9. der Oberliga  |
|       | Lokomotive Dresden    | 3. Staffel IV    |
| 10.   | Motor Zwickau-Süd (3) | 1. Staffel III   |

Finalspiele
Die Endrunde der Deutschen Meisterschaften fand am 18. und 19. September 1965 in Jüterbog statt.
Halbfinale:
- Chemie Zeitz – Lok Wittstock 56:37 (29:16)
- Fortschritt Zittau – ISG Hirschfelde 35:55 (20:27)

Spiel um Platz 3:
- Fortschritt Zittau – Lok Wittstock 54:38 (27:15)

Finale:
- ISG Hirschfelde – Chemie Zeitz 28:56 (17:27)

Abschlussstand:
| Platz | Mannschaft         |
| 1.    | Chemie Zeitz (M)   |
| 2.    | ISG Hirschfelde    |
| 3.    | Fortschritt Zittau |
| 4.    | Lok Wittstock      |

Kader der Endrundenteilnehmer:
|    | Chemie Zeitz: Wolfgang Ehrlich, Eberhard Gasse, Gunter Knauer, Gerhard Beer, Paul Schimmer; Ersatzspieler Rudolf Beck |
|    | ISG Hirschfelde: Wolfgang Lamprecht, Dieter Wanke, Herbert Seidel, Manfred Aust, Roland Posselt                       |
|    | Fortschritt Zittau: Dieter Lehmann, Wilfried Gube, Werner Rückert, Christian Spantig, Manfred Brußig                  |
| 4. | Lokomotive Witstock: Erwin Vierath, Dieter Bratsch, Hans Pridöhl, Manfred Hahn, Dieter Rabenhorst                     |